# الكسائي
أَبُو ٱلْحَسَنِ، عَلِيُّ بْنُ حَمْزَةَ بْنِ عَبْدِ اَللَّهِ بْنِ بَهْمَنَ بْنِ فَيْرُوزٍ ٱلْأَسَدِيُّ، ٱلْكِسَائِيُّ، ٱلْكُوفِيُّ (119 هـ / 737 م - 189 هـ / 805 م) إمام الكوفيين في العربيَّة والنَّحْو، وسابعُ القراء السبعة. وهو المؤسس الحقيقي لمدرسة الكوفة في النَّحْو. وُلد بإحدىٰ قرى الكوفة، وهو مولىٰ بَنِي أسد من خِنْدِفَ 

## الرواية
- حدث عن: جعفر الصادق، والأعمش، وسليمان بن أرقم.
- أخذ النحو عن: الخليل بن أحمد الفراهيدي

ثمّ وسافر في بادية الحجاز ونجد مدة للعربية ولزم معاذا الهراء، فأصبح مثالًا يحتذى به في علمه بفنون اللغة وقواعدها، وصار إمام نحاة الكوفة، وبلغ عند هارون الرشيد منزلة عظيمة، وأدب ولده الأمين، ونال جاهًا وأموالًأ.
أخذ القراءة عرضا عن حمزة الزيات أربع مرات، وإليه انتهت رئاسة الإقراء في الكوفة بعد وفاته، روى عنه القراءات أبو عمر الدوري، وأبو الحارث الليث بن خالد وهما راوياه، ونصير بن يوسف الرازي، وقتيبة بن مهران الأصبهاني، وأحمد بن أبي سريج، وأحمد بن جبير الأنطاكي، وأبو حمدون الطيب، وعيسى بن سليمان الشيزري ويحيى الفراء وخلف البزار.
من أشهر تلاميذه: هشام بن معاوية الضرير ويحيى الفراء.

## شيوخه
أخذ القراءة عرضًا عن حمزة أربع مرات، وعليه اعتماده، وعن محمد بن أبي ليلة، وعيسى بن عمر الهمداني، وروى الحروف عن أبي بكر بن عياش، وإسماعيل ويعقوب ابني جعفر عن نافع، وعن عبد الرحمن بن أبي حماد، وعن أبي حيوة شريح بن يزيد.

## مصنفاته
للكسائي عدد من التصانيف من أشهرها: معاني القرآن ومقطوع القرآن وموصوله، وكتاب في القراءات، وكتاب النوادر الكبير وكتاب النوادر الأصغر، ومختصر في النحو، وكتاب اختلاف العدد وكتاب قصص الأنبياء وكتاب الحروف وكتاب العدد وكتاب القراءات وكتاب المصادر وكتاب الهجاء وغيرها.

## تلاميذه
روى عنه القراءات أبو عمر الدوري، وأبو الحارث الليث بن خالد، ونصير بن يوسف، وقتيبة بن مهران، وأحمد بن سريج، وأبو عبيد، ويحيى الفراء، وخلف بن هشام، وغيرهم. وأما راوياه فهما الليث، وحفص الدوري.
وله أعمال كثيرة

## منهجه في القراءة
يقول الشيخ عبد الفتاح القاضي عن منهج الكِسائي في القراءة:
1. يبسمل بين كل سورتين إلا بين (الأنفال والتوبة) فيقف أو يسكت أو يصل.
2. يوسط المَدَّيْنِ المتصل والمنفصل بمقدار أربع حركات.
3. يدغم ذال إذ فيما عدا الجيم، ويدغم دال وتاء التأنيث ولام هل وبل في حروف كل منها، ويدغم الباء المجزومة في الفاء نحو: {قَالَ إذْهَبْ فَمَنْ تَبِعَكَ مِنْهُمْ}، ويدغم الفاء المجزومة في الباء في {إِنْ نَشَأْ نَخْسِفْ بِهِمُ} في سبأ. وأدغم من رواية الليث اللام المجزومة في الذال في {يَفْعَلْ ذَلِكَ} حيث وقع هذا اللفظ، ويدغم الذال في التاء في {عذتُ}، {فنبذتها}، {اتخذتم}، {أخذتم}، ويدغم الثاء في التاء في {أورثتموها}، {لبثت}، {لبثتم}.
4. يميل ما يميله حمزة من الألفات، ويزيد عليه إمالة بعض الألفاظ كما وضح في كتب القراءات.
5. يميل ما قبل هاء التأنيث عند الوقف نحو: {رحمة}، {الملائكة} بشروط مخصوصة.
6. يقف على التاءات المفتوحة نحو: (شجرت، بقيت، جنت) بالهاء.
7. يسكن ياء الإضافة في {قُلْ لِعِبَادِيَ الَّذِينَ آمَنُوا} بإبراهيم، {يَا عِبَادِيَ الَّذِينَ} بالعنكبوت والزمر.
8. يثبت الياء الزائدة في {يَوْمَ يَأْتِ} في هود، و{كُنَّا نَبْغِ} في الكهف، في حال الوصل.

وكذلك من منهجه:
1. في الآية 112 من سورة المائدة «هل تستطيعُ ربَّكَ» (أما في رواية حفص «هل يستطيع ربك»). وهو ما يوافق جمع من الصحابة منهم عائشة.[7]

## وفاته
عاش الكسائي 70 سنة، وتُوفِّي بالري - جنوب شرقي طهران - سنة 189هـ/ 805م.